# Rip Curl Search
Rip Curl Search es el cuarto evento del ASP World Tour 2008 y se celebró en Indonesia, entre el 30 de julio y el 4 de agosto.
En el Campeonato del mundo de surf, desde 2005 este evento es único y diferentes a todos los demás del torneo ya que es el único que tiene "licencia abierta", como lo llaman desde la organización. Es decir, que la ASP y Rip Curl pueden trasladar este quinto evento a cualquier parte del planeta cada año.
En la edición de 2006, la ASP y Rip Curl llevaron el evento a México, pero mantuvieron (y mantienen) el sitio de la competición en secreto, con la intención de proteger esta pequeña parte de la costa mexicana. Desde la organización solamente se le llama "Somewhere in Mexico" (En algún lugar de México) y la ola estrella del lugar es La Jolla, una ola de derecha de clase mundial.
En 2007, el evento tuvo lugar en Arica, Chile, donde el ganador fue Andy Irons. En la primera edición que se inauguró este Rip Curl Search se celebró en 2005 en las Islas Reunión. En el campeonato de 2008 celebrado en Indonesia, Bruce Irons logró la victoria final venciendo al también hawaiano Fredrick Patacchia, manteniendo así la hegemonía impuesta por los hermanos Irons en el Rip Curl Search desde 2006. 

## Último evento
| Posición | Año  | Campeón            | Nacionalidad   |
| -------- | ---- | ------------------ | -------------- |
| 1º       | 2008 | Bruce Irons        | Hawái          |
| 2º       | 2008 | Fredrick Patacchia | Hawái          |
| 3º       | 2008 | Chris Ward         | Estados Unidos |
| 3º       | 2008 | Tiago Pires        | Portugal       |

## Pasados campeones
| Año  | Lugar            | Campeón      | Nacionalidad |
| ---- | ---------------- | ------------ | ------------ |
| 2005 | Islas Reunión    | Mick Fanning | Australia    |
| 2006 | La Jolla, México | Andy Irons   | Hawái        |
| 2007 | Arica, Chile     | Andy Irons   | Hawái        |